# Santa-Fe (brano musicale)
Santa-Fe (conosciuta anche come Santa Fe o Santa Fé) è un brano musicale registrato da Bob Dylan & The Band nel 1967 a Woodstock nella casa detta "Big Pink". Il pezzo venne inciso durante le celebri cosiddette "sessioni in cantina" (The Basement Tapes). La composizione, caratterizzata da un testo "nonsense", è stata messa sotto copyright solo nel 1973 con un testo che differisce notevolmente da quello della registrazione stessa.
La canzone è rimasta inedita ufficialmente fino all'inserimento nella compilation The Bootleg Series Volumes 1-3 (Rare & Unreleased) 1961-1991.
Nel 2014 è stata inclusa nel cofanetto The Bootleg Series Vol. 11: The Basement Tapes Complete, sia nella versione estesa su 6 CD sia in quella ridotta a 2 (The Basement Tapes Raw).

## Il brano

### Registrazione

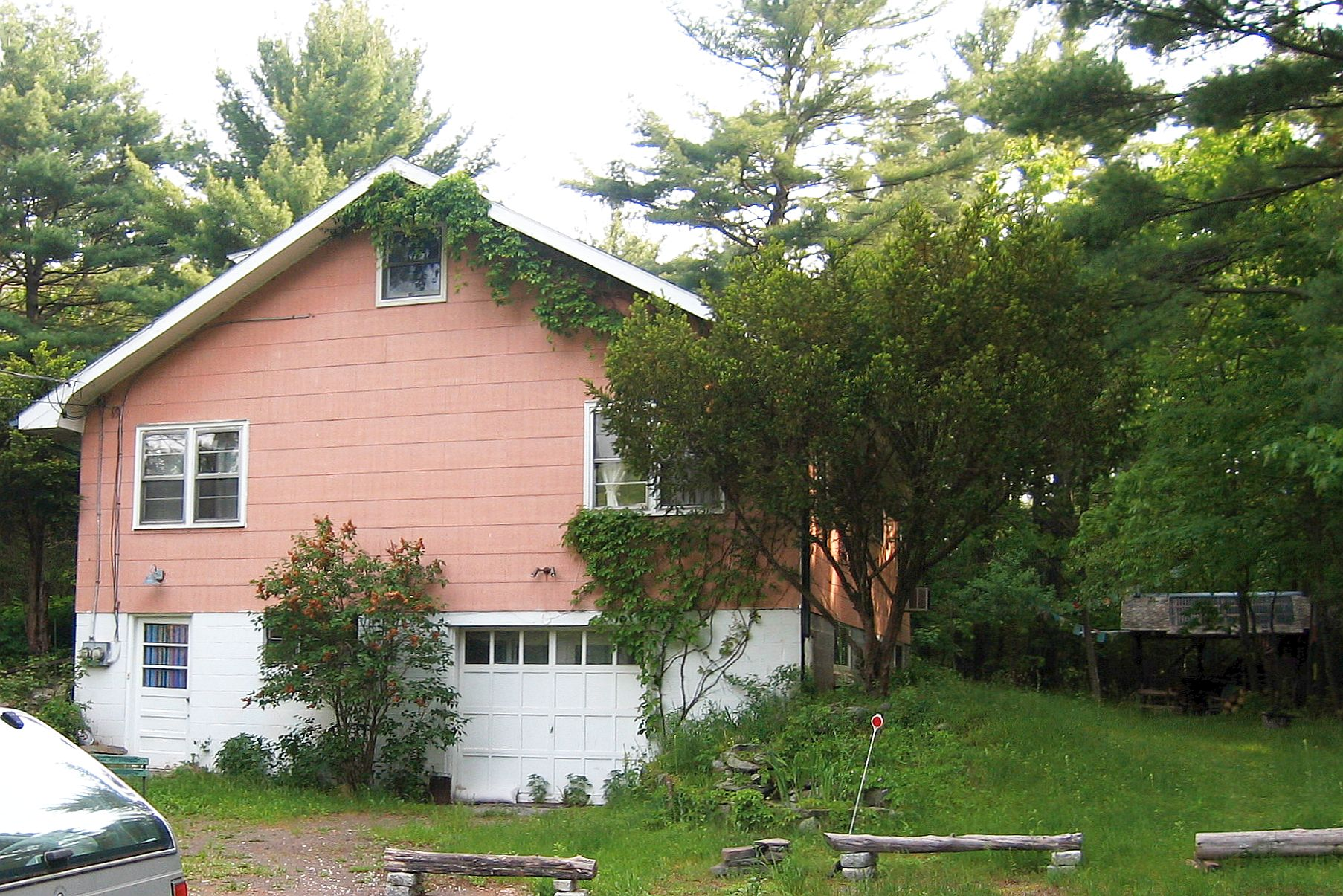
Si pensa che Santa-Fe sia stata incisa a Big Pink, West Saugerties, New York, qui in una foto del 2006.

Nel 1965 e 1966, Dylan fu costantemente in tour con gli Hawks (Rick Danko, Garth Hudson, Richard Manuel, Robbie Robertson e Levon Helm), anche se Helm lasciò il gruppo alla fine di novembre o inizio dicembre 1965. Nel luglio 1966, Dylan ebbe un incidente motociclistico e passò diversi mesi in convalescenza nella sua residenza di Byrdcliffe, vicino Woodstock, New York. Nella primavera del 1967, tutti i membri degli Hawks, tranne Helm, raggiunsero Dylan nei pressi di Woodstock, con Danko, Manuel e Hudson trasferitisi in una casa in affitto chiamata "Big Pink" a West Saugerties. Dylan e i quattro Hawks iniziarono a trovarsi per delle jam session senza impegno, così tanto per il piacere di suonare, dapprima direttamente a casa di Dylan in una stanza detta "Red Room" ("stanza rossa"), in seguito nello scantinato di Big Pink. I primi brani provati furono delle cover di vecchie canzoni folk e blues, ma successivamente si passò a materiale originale scritto ex novo da Dylan. In totale, furono registrate più di 100 tracce. Helm tornò nel gruppo nell'ottobre 1967 e suonò nel corso delle ultime sessioni. Verso la fine dell'anno, gli Hawks, ora chiamati The Band, continuarono a comporre e registrare musica per il loro album di debutto Music from Big Pink, senza la presenza di Bob Dylan.
Il biografo di Dylan Sid Griffin fece notare come fosse virtualmente impossibile, non esistendo testimonianza scritta delle sessioni del 1967, indicare esattamente la data di incisione di una particolare traccia. Nondimeno, utilizzando alcuni indizi quali la qualità sonora dei nastri o le differenti versioni delle canzoni, e dove appaiono sui nastri originali, sono stati fatti dei tentativi di posizionare le canzoni in un ordine cronologico sommario, e di conseguenza, sapere dove e quando furono incise. Clinton Heylin colloca la registrazione di Santa-Fe nell'estate del 1967 a Big Pink. Invece, le note interne della compilation The Bootleg Series Volumes 1–3 indicano la fine del 1967.

### Copyright e testo
Vari brani provenienti dai basement tapes furono messi sotto copyright tra il 1967 e il 1975, e Santa-Fe venne registrata nel settembre 1973; mentre altre tracce rimasero senza copyright fino agli anni ottanta.
Heylin ha fatto notare che, come nel caso di molte altre tracce dei Basement Tapes, Dylan registrò il copyright del brano con un testo diverso rispetto a quello dell'incisione originaria.
Nelle note di The Bootleg Series Volumes 1–3, Bauldie descrive la canzone "una tipica combinazione di nonsense e divertimento". Heylin scrisse che il testo è incentrato sulle parole: «dear, dear, dear, dear, Santa Fe», dove "Santa Fe" è da intendersi sia come un nome di donna sia come la città del Nuovo Messico.

## Formazione
- Bob Dylan - chitarra e voce
- Robbie Robertson - chitarra
- Garth Hudson - organo
- Richard Manuel - piano, batteria (presumibilmente)
- Rick Danko - basso
- Levon Helm - batteria (presumibilmente)[16]

Secondo Griffin, Helm arrivò a Woodstock solo dopo il completamento della canzone, e quindi non avrebbe partecipato alle sessioni. Inoltre, il suono della batteria, sempre secondo Griffin, sembra più nello stile di Richard Manuel. In maniera simile, Heylin e Greil Marcus non includono Santa-Fe tra le canzoni incise dopo l'arrivo di Helm.

## Cover
La canzone è stata reinterpretata da Howard Fishman nel suo album Performs Bob Dylan & The Band's The Basement Tapes Live at Joe's Pub. Fishman suonò più di sessanta brani provenienti dai "basement tapes" nel corso di tre serate, e le migliori esecuzioni furono inserite nell'album. Santa-Fe è stata reinterpretata anche da Steve Gibbons e Michel Montecrossa. Il 7 novembre 2007 al Beacon Theatre di New York City, J Mascis & The Million Dollar Bashers suonarono la canzone nel corso di un concerto speciale con la partecipazione di svariati musicisti in occasione dell'uscita del film di Todd Haynes Io non sono qui.